# Viorica Susanu
Viorica Susanu (Galaţi, Romania, 29 d'octubre de 1975) és una remadora romanesa, guanyadora de cinc medalles olímpiques i cinc títols mundials.

## Biografia
Va néixer el 29 d'octubre de 1975 a la ciutat de Galaţi, població situada a la província de Galaţi, que en aquells moments formava part de la República Popular de Romania i que avui en dia forma part de Romania.

## Carrera esportiva
Va participar, als 20 anys, en els Jocs Olímpics d'Estiu de 1996 realitzats a Atlanta als Estats Units. Hi va finalitzar desena en la prova de quàdruple scull. Als Jocs Olímpics d'Estiu de 2000 realitzats a Sydney a Austràlia va guanyar la medalla d'or en la prova femenina de vuit amb timoner. Als Jocs Olímpics d'Estiu de 2004 d'Atenes a Grècia va guanyar dues medalles d'or en les proves de dos sense timoner i de vuit amb timoner. Als Jocs Olímpics d'Estiu de 2008 de Pequín a la Xina va revalidar el seu títol olímpic en la prova de dos sense timoner i va guanyar la medalla de bronze en la prova de vuit amb timoner.
Al llarg de la seva carrera ha guanyat nou medalles al Campionat del Món de rem. Hi destaquen cinc títols mundials, i una medalla d'or al Campionat d'Europa de rem. Al Campionat del Món de 2002 que es va fer a Sevilla, remant amb Georgeta Andrunache van guanyar la medalla d'or i van establir un nou rècord mundial de 6:53.80.
És una de les vuit remadores romaneses que van guanyar els Campionats del Món consecutius entre 1997 i 1999, i van obtenir més de 35 medalles olímpiques, 26 de les quals eren d'or. Formen part d'aquest grup també Elisabeta Lipa-Oleniuc, Georgeta Andrunache i Doina Ignat, entre d'altres.